# Olunte
Olunte  (en griego antiguo: Ὄλους, romanizado: Oloŷs) (en griego: Ὄλουλις) es una antigua polis que estaba situada en las proximidades de la actual ciudad de Elunda, Creta, Grecia, en el istmo que conecta Kolokytha con Creta.
La ciudad se encuentra sumergida en la actualidad, debido posiblemente a un corrimiento de tierras o a causa del terremoto que azotó el mar Egeo en el año 780.
Floreció entre el 3000 y el 900 a. C. como asentamiento minoico. Entre los hallazgos arqueológicos correspondientes a este periodo, son destacables enterramientos con incineraciones que son el más antiguo ejemplo de este uso funerario en Creta, en el periodo minoico reciente IIIA2. Se ha sugerido que este costumbre pudieron adoptarla sus habitantes a través de contactos con el Mediterráneo oriental.
La economía de Olunte aparentemente se basó en el comercio marítimo, la trituración de conchas para la producción de pinturas y en la minería local en Acuñó monedas con la efigie de Dédalo en los anversos, así como de Britomartis y Zeus; en los reversso figuraban delfines y estrellas.
Se conservan inscripciones del periodo helenístico de las que se deduce que, después de continuas disputas fronterizas con la ciudad de Lato, los ciudadanos de Olunte finalmente llegaron a un acuerdo de paz definitivo con los de Lato. Había un templo de Britomartis en la ciudad con una estatua de madera de la divinidad que fue construida por Dédalo, padre del arte cretense. Su efigie está representada en las monedas de Olunte. 
Otros textos antiguos descubiertos por los arqueólogos vinculan la ciudad con la antigua Cnosos y con la isla de Rodas, con la que se alió alrededor del año 200 a. C. No existen registros históricos ulteriores sobre Olunte, pero se especula que fue destruida por los sarracenos en el siglo IX.